# Università di scienze agronomiche e di medicina veterinaria di Bucarest
L'Università di scienze agronomiche e di medicina veterinaria (in romeno Universitatea de Științe Agronomice și Medicină Veterinară) è un'università situata a Bucarest in Romania, conosciuta comunemente anche con il nome abbreviato di USAMVB.
È una delle più antiche e grandi istituzioni di istruzione superiore del paese.

## Struttura
L'università si articola in sette facoltà:
- Agricoltura
- Biotecnologia
- Gestione, ingegneria economica in agricoltura e sviluppo rurale
- Medicina veterinaria
- Orticoltura
- Sviluppo finanziario e ingegneria ambientale
- Zootecnica